# García Loaysa y Girón
García Loaysa y Girón (1534, Talavera de la Reina – 22. února 1599 Alcalá de Henares) byl španělský duchovní, spisovatel, politik a arcibiskup toledský.

## Stručný životopis
Již jako mladý duchovní si získal přízeň krále Filipa II. a byl proto roku 1584 povolán ke dvoru, kde měl velký vliv, stal se vychovatelem infanta Filipa. Za nepřítomnosti arcivévody Alberta byl administrátorem toledského arcibiskupství (od 1595). Poté, co Albert rezignoval, stal se jeho nástupcem (1598). Jeho biskupské svěcení se odehrálo v Escorialu, které těžce nemocný Filip II. sledoval z lůžka. Filip III. jej po smrti svého otce vyhnal z paláce; arcibiskup se uchýlil do Alcalá de Henares, kde zemřel již 22. 2. 1599, aniž se stačil ujmout své diecéze.